# Johann Gottlieb Friedrich von Bohnenberger

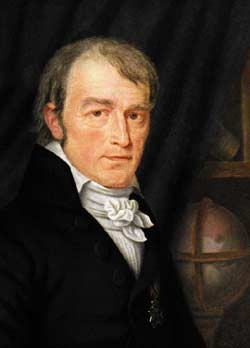
Johann Gottlieb Friedrich von Bohnenberger

Johann Gottlieb Friedrich von Bohnenberger (n. 15 iunie 1765 – 19 aprilie 1831) a fost un matematician german.
S-a născut la Simmozheim și a murit la Tübingen.
A fost profesor universitar de matematică până în 1796, când a trecut la Observatorul Astronomic din Tübingen, iar în 1798 a devenit profesor de matematică și astronomie în același oraș.
În 1817, a descoperit efectul giroscopic.
Un crater lunar îi poartă numele.

## Scrieri
- Anleitung zur geographischen Ortsbestimmungen (1795)
- Astronomie (1811)
- Anfangsgründe der höheren Analysis (1812).